# Liste der Monuments historiques in Saint-Ouen-en-Brie
Die Liste der Monuments historiques in Saint-Ouen-en-Brie führt die Monuments historiques in der französischen Ortschaft Saint-Ouen-en-Brie auf.
Bauwerke werden nicht gelistet.
Die Objekte sind der Kirche Saint-Ouen, 47 Rue du Pont d’Ancoeur, in Saint-Ouen-en-Brie zuzuordnen.

## Liste der Objekte
| Bezeichnung                                                | Beschreibung | Standort                        | Kennzeichnung | Schutzstatus | Datum | Bild |
| ---------------------------------------------------------- | --- | ------------------------------- | ------------- | ------------ | ----- | ---- |
| Sakristeischrank                                           | aus dem 17. Jahrhundert | 47 Rue du Pont d’Ancoeur (Lage) | PM77003737    | Inscrit      | 1980  |      |
| Statue der Heiligen Anna mit einem Buch                    | geschnitzte und polychrom gefasste Holzfigur | 47 Rue du Pont d’Ancoeur (Lage) | PM77002698    | Inscrit      | 1977  |      |
| Bartholomäusstatue                                         | Die geschnitzte und polychrom gefasste Holzfigur hat in der einen Hand ein Buch und in der anderen ein großes Messer. Die Figur wird auf das 17. Jahrhundert datiert. | 47 Rue du Pont d’Ancoeur (Lage) | PM77003738    | Inscrit      | 1980  |      |
| Statue des Heiligen Audoenus (Saint-Ouen)                  | Die geschnitzte und polychrom gefasste Holzfigur steht auf einem Sockel mit Bischofsstab in der Hand. Die Figur wird auf das 17. Jahrhundert datiert.                 | 47 Rue du Pont d’Ancoeur (Lage) | PM77003740    | Inscrit      | 1977  |      |
| Statue Christus am Kreuz                                   | Ein geschnitztes und polychrom gefasstes Kruzifix aus dem 17. Jahrhundert.                                                                                            | 47 Rue du Pont d’Ancoeur (Lage) | PM77003768    | Inscrit      | 1980  |      |
| Statue des Heiligen Vinzenz von Saragossa                  | Die geschnitzte und polychrom gefasste Holzfigur aus dem 17. Jahrhundert trägt Weintrauben und ein Buch.                                                              | 47 Rue du Pont d’Ancoeur (Lage) | PM77003739    | Inscrit      | 1980  |      |
| Statuenpaar: Die Heilige Jungfrau und der Heilige Johannes | Beide Holzfiguren gehörten ursprünglich zu einem Kalvarienberg und wurden im 17. Jahrhundert gefertigt.                                                               | 47 Rue du Pont d’Ancoeur (Lage) | PM77001613    | Classé       | 1955  |      |

Zum Verständnis siehe: Kirchenausstattung
- Monuments historiques (Objekte) in Saint-Ouen-en-Brie in der Base Palissy des französischen Kulturministeriums (französisch)